# Người Aceh
Người Aceh hay người Achi là cư dân vùng Aceh, tại mũi cực bắc của đảo Sumatra, Indonesia. Ngôn ngữ của họ là tiếng Aceh, thành viên nhóm Aceh-Chăm, của ngữ tộc Malay-Polynesia thuộc ngữ hệ Nam Đảo.
Năm 2015"Joshua Project"ước tính số người Aceh vào khoảng 4,6 triệu người , trong đó 4.477.000 người sống ở Indonesia và 81.000 sống tại Malaysia.. Năm 2016 số người sống ở Indonesia được ước tính là thấp hơn .
Aceh được quốc tế chú ý đến khi trận động đất Ấn Độ Dương năm 2004 tàn phá nặng nề nhất, với 120.000 người chết.

## Dân tộc và tôn giáo
Các đặc trưng của người Aceh chưa được nghiên cứu. Có ý kiến như Guter J. cho rằng họ là pha trộn của người Java, Batak, Mã Lai, Ấn Độ và Ả Rập, nhưng thiếu bằng chứng xác đáng.
Theo truyền thống, phần đông người Aceh làm nông nghiệp, công nhân luyện kim và dệt. Họ có truyền thống trai ở rể. Họ sống trong các gampông (làng), các làng hợp tạo thành xã (communal) trong một mukim .
Trước đây người Aceh theo Hindu giáo, thể hiện trong truyền thống của họ và các từ tiếng Phạn trong ngôn ngữ. Đến thế kỷ XIII họ tiếp xúc và chuyển sang Hồi giáo, vào thế kỷ XVI đã hình thành một đế chế Hồi giáo đầu tiên. Ngày nay họ là sắc tộc Hồi giáo bảo thủ nhất Indonesia.